# Kommission Thorn
Die EG-Kommission unter Präsident Gaston Thorn war von 1981 bis 1985 im Amt. Die Farbe bedeutet die politische Zugehörigkeit (blau = EVP, rot = SPE, gelb = ALDE).
| Ressort | Staat                  | Kommissar                                  |
| --- | ---------------------- | ------------------------------------------ |
| Präsident | Luxemburg              | Gaston Thorn                               |
| Delegierter des Präsidenten, Personal und Verwaltung, Statistische Angelegenheiten, Büro für offizielle Veröffentlichungen | Irland                 | Richard Burke                              |
| Äußeres, nukleare Angelegenheiten                                                                                          | Deutschland            | Wilhelm Haferkamp                          |
| Vizepräsident, Finanzielle Kontrolle, Finanzen, Haushalt und Steuern                                                       | Vereinigtes Königreich | Christopher Tugendhat                      |
| Energie, Industrie | Belgien                | Étienne Davignon                           |
| Mittelmeerpolitik, Erweiterung, Information                                                                                | Italien                | Lorenzo Natali                             |
| Vizepräsident, Wirtschaft und Währung                                                                                      | Frankreich             | François-Xavier Ortoli                     |
| Regionalpolitik | Italien                | Antonio Giolitti                           |
| Entwicklung | Frankreich             | Claude Cheysson, ab Mai 1981 Edgard Pisani |
| Landwirtschaft, Fischerei                                                                                                  | Dänemark               | Finn Olav Gundelach                        |
| Landwirtschaft | Dänemark               | Poul Dalsager                              |
| Binnenmarkt, Industrielle Innovation, Zollunion, Erweiterung, Verbraucherschutz, Nukleare Sicherheit                       | Deutschland            | Karl-Heinz Narjes                          |
| Verkehr, Fischerei, Zusammenarbeit zu Tourismusfragen                                                                      | Griechenland           | Giorgios Contogeorgis                      |
| Personal, Verwaltung, Statistiken                                                                                          | Irland                 | Michael O’Kennedy                          |
| Beschäftigung und Soziale Angelegenheiten                                                                                  | Vereinigtes Königreich | Ivor Richard                               |
| Beziehungen zum Parlament, Wettbewerb                                                                                      | Niederlande            | Frans Andriessen                           |